# Varzina
La Varzina (russo Варзина) è un fiume sito nel nord della penisola di Kola nell'Oblast' di Murmansk in Russia. Esso è lungo 32 km e possiede un bacino di 1450 km². Il fiume nasce dal lago Ënozero e sfocia nella baia omonima, che a sua volta si getta nel golfo Zapadnyj Nokuevskij, nel mare di Barents. Il suo maggiore affluente è il fiume Penka. Lungo il suo corso, bagna il villaggio disabitato di Varzino.
Nella baia della Varzina morì in circostanze misteriose il capitano Hugh Willoughby che vi si fermò per l'inverno del 1554.